# ورزشگاه داساکی
ورزشگاه داساکی (به لاتین: Dasaki Stadium) یک ورزشگاه فوتبال در قبرس است که در Achna واقع شده‌است.